# Jean de Thévenot
Pour les articles homonymes, voir Thévenot.
Jean de Thévenot, né à Paris le 16 juin 1633 et mort à Mianeh (Perse séfévide) le 28 novembre 1667, est un voyageur français, connu pour ses récits de voyages en Europe, en Afrique du Nord, au Moyen-Orient et en Inde. Il a introduit la fève de café à Paris en 1657 après que le marchand Jean de la Rocque, revenant de Constantinople, avait introduit des fèves à Marseille en 1644.

## Publications

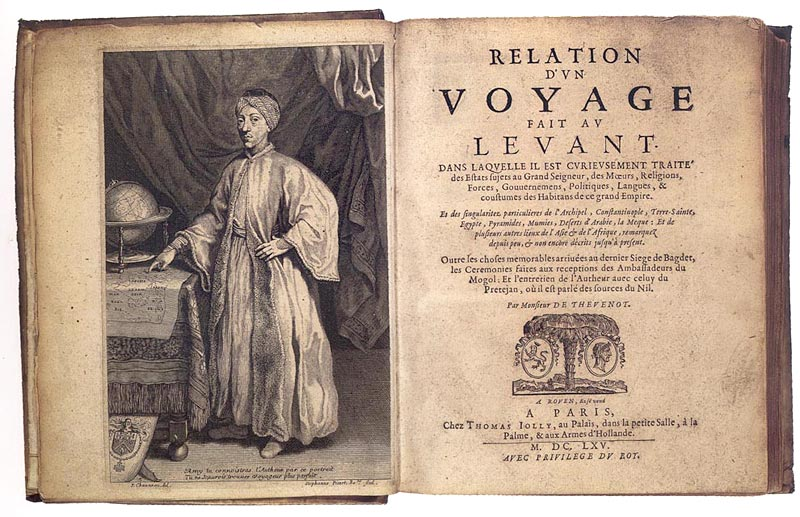
Frontispice et page de titre de la Relation d'un voyage fait au levant

- Relation d'un voyage fait au Levant dans laquelle il est curieusement traité des estats sujets au Grand Seigneur et des singularitez particulières de l'Archipel, Constantinople, Terre-Sainte, Égypte, pyramides, mumies [sic], déserts d'Arabie, la Meque, et de plusieurs autres lieux de l'Asie et de l'Affrique outre les choses mémorables arrivées au dernier siège de Bagdat, les cérémonies faites aux réceptions des ambassadeurs du Mogol et l'entretien de l'autheur avec celuy du Pretejan, où il est parlé des sources du Nil (1664). Réédition : Hachette, Paris, 1976. Texte en ligne
- Suite du voyage de Levant, dans laquelle, après plusieurs remarques très singulières sur des particularitez de l'Égypte, de la Syrie, de la Mésopotamie, de l'Euphrate et du Tygre, il est traité de la Perse et autres estats sujets au roy de Perse et aussi des antiquitez de Tchehelminar et autres lieux vers l'ancienne Persepolis, et particulièrement de la route exacte de ce grand voyage, tant par terre, en Turquie et en Perse, que par mer, dans la Méditerranée, golfe Persique et mer des Indes (1674). Réédition : Hachette, Paris, 1976. Texte en ligne
- Troisième partie des voyages de M. de Thevenot, contenant la relation de l'Indostan, des nouveaux Mogols et des autres peuples et pays des Indes (1684). Réédition : Hachette, Paris, 1976. Texte en ligne

### Chevalier du Saint Sépulcre de Jérusalem
La Croix de Jérusalem figure dans les armes de Jean de Thévenot, et est portée en sautoir, à la suite de son adoubement comme chevalier du Saint Sépulcre lors de son passage à Jérusalem. Ses lettres d’adoubement, datées du 22 avril 1658, sont enregistrées le 18 avril 1662 à l’archiconfrérie du Saint-Sépulcre de Paris.

### Source
- Thévenot (Jean) sur Imago Mundi